# Liste der Biografien/Gerw
Liste der Biografien |
Portal Biografien |
Personensuche
# |
A |
B |
C |
D |
E |
F |
G |
H |
I |
J |
K |
L |
M |
N |
O |
P |
Q |
R |
S |
T |
U |
V |
W |
X |
Y |
Z |
?
 
Ga |
Gb |
Gc |
Gd |
Ge |
Gf |
Gh |
Gi |
Gj |
Gk |
Gl |
Gm |
Gn |
Go |
Gp |
Gq |
Gr |
Gs |
Gu |
Gv |
Gw |
Gy |
Gz
 
Gea |
Geb |
Gec |
Ged |
Gee |
Gef |
Geg |
Geh |
Gei |
Gej |
Gek |
Gel |
Gem |
Gen |
Geo |
Gep |
Ger |
Ges |
Get |
Geu |
Gev |
Gew |
Gex |
Gey |
Gez
 
Gera |
Gerb |
Gerc |
Gerd |
Gere |
Gerf |
Gerg |
Gerh |
Geri |
Gerk |
Gerl |
Germ |
Gern |
Gero |
Gerp |
Gerr |
Gers |
Gert |
Geru |
Gerv |
Gerw |
Gery |
Gerz
Die Liste der Biografien führt alle Personen auf, die in der deutschsprachigen Wikipedia einen Artikel haben. Dieses ist eine Teilliste mit 33 Einträgen von Personen, deren Namen mit den Buchstaben „Gerw“ beginnt.

## Gerw

### Gerwa
- Gerwais, Karl Ludwig von (1787–1852), russischer Generalmajor, Kommandant der Festung Tiraspol und Staatsrat
- Gerwald, Josef M. (1932–2022), deutscher Journalist
- Gerwalt, Holger (* 1959), deutscher Fußballspieler
- Gerwarth, Robert (* 1976), deutscher Historiker

### Gerwe
- Gerwen, Andreas (* 1983), schwedischer Poolbillardspieler
- Gerwen, Ans van (* 1951), niederländische Turnerin
- Gerwen, Gerrie van (* 1953), niederländischer Radrennfahrer
- Gerwen, Michael van (* 1989), niederländischer DartspielerMichael van Gerwen (* 1989)

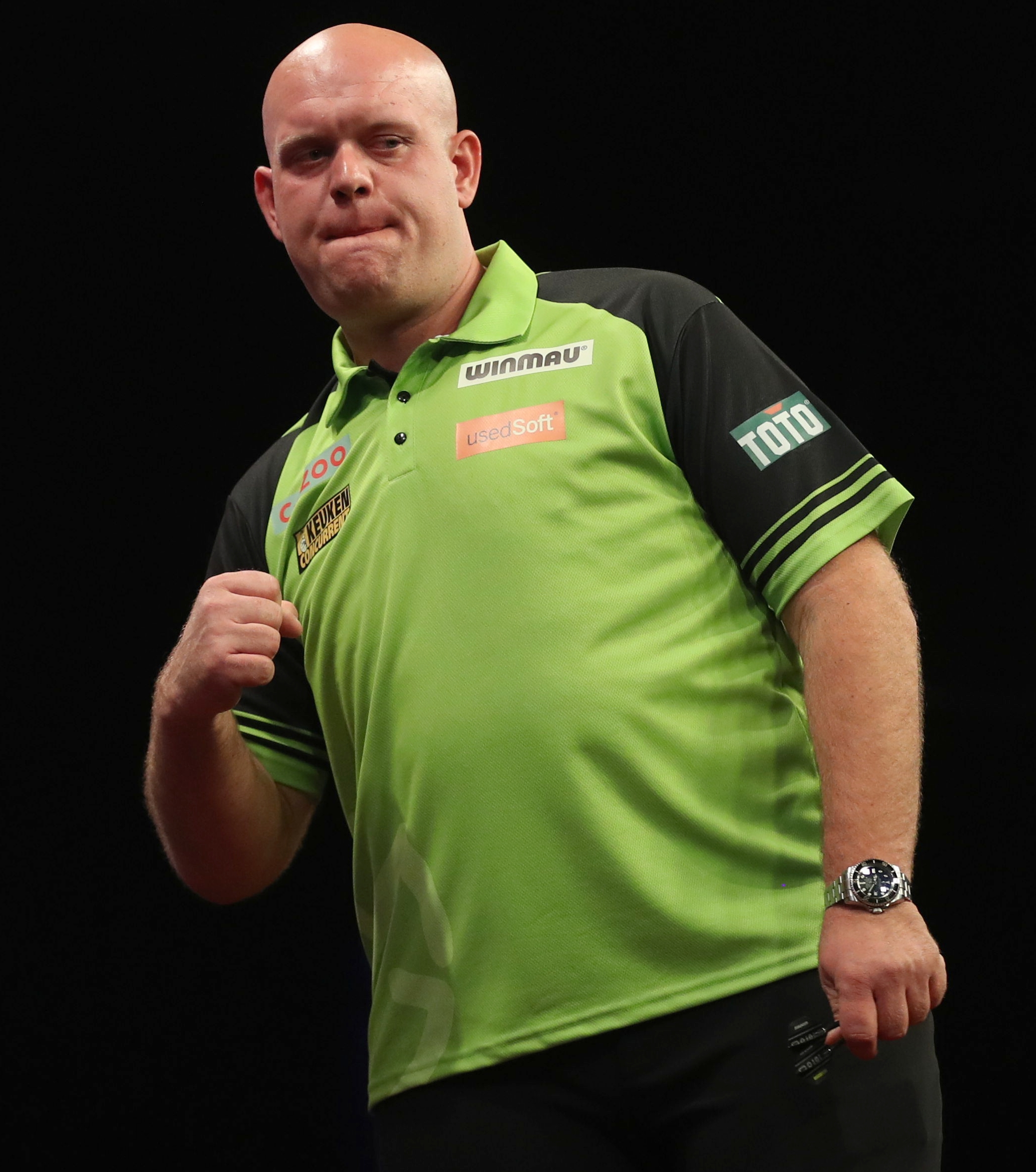
Michael van Gerwen (* 1989)

- Gerwer, Friedrich (1807–1876), Schweizer Pfarrer und Historiker
- Gerwer, Johann († 1460), Ratsherr und Gesandter der Hansestadt Lübeck
- Gerwer, Karl Friedrich (1805–1876), Schweizer Richter und Oberst
- Gerwers, Christoph (* 1963), deutscher Politiker (CDU), Bürgermeister und Landrat
- Gerwers, Martin (* 1963), deutscher Maler
- Gerwers, Thomas (* 1965), deutscher Fotojournalist und Publizist
- Gerwert, Klaus (* 1956), deutscher Biophysiker

### Gerwi
- Gerwick, Ben C. (1919–2006), US-amerikanischer Bauingenieur
- Gerwien, Klaus (1940–2018), deutscher Fußballspieler
- Gerwig, Andreas (1928–2014), Schweizer Politiker
- Gerwig, Greta (* 1983), US-amerikanische Schauspielerin, Drehbuchautorin, Filmregisseurin und FilmproduzentinGreta Gerwig (* 1983)

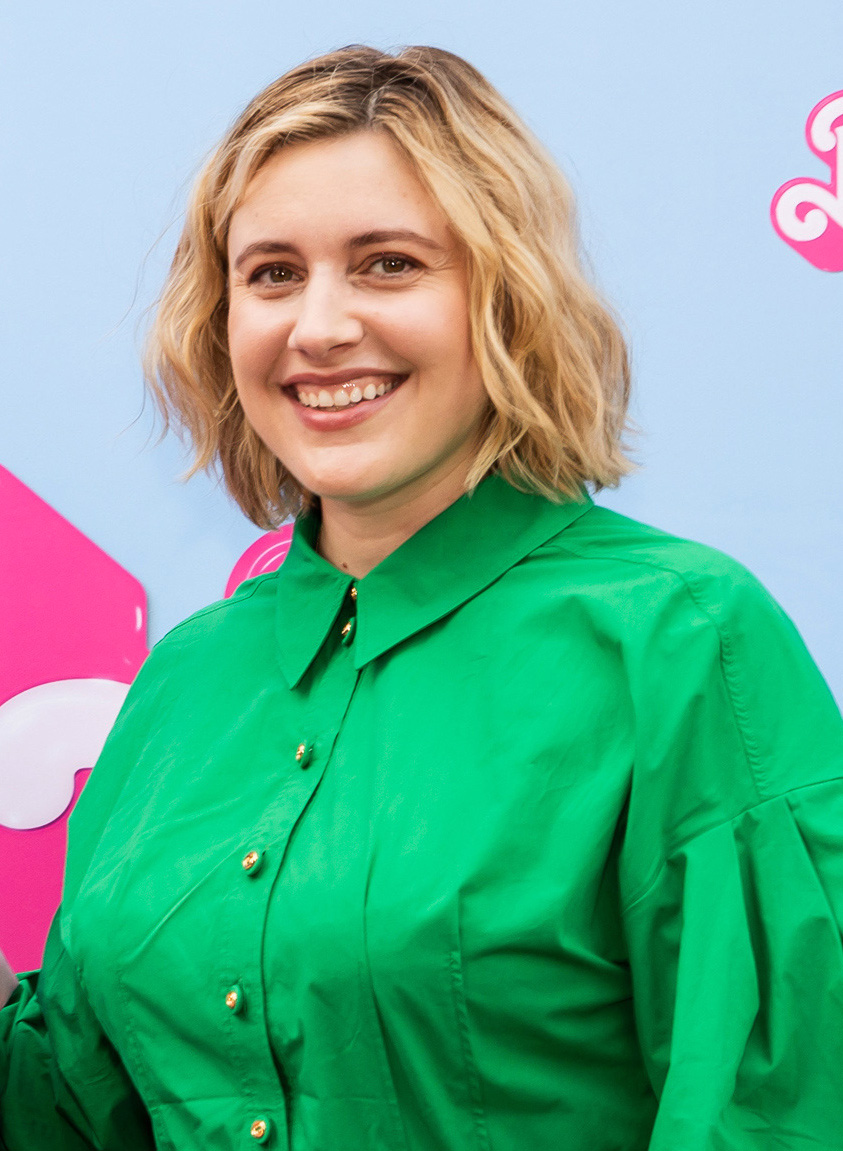
Greta Gerwig (* 1983)

- Gerwig, Max (1889–1965), Schweizer Jurist
- Gerwig, Nate (* 1983), US-amerikanischer Basketballspieler
- Gerwig, Robert (1820–1885), deutscher Bauingenieur und Politiker (NLP), MdR
- Gerwig, Walter (1899–1966), deutscher Musiker und Lautenist
- Gerwin von Hameln († 1496), deutscher Kleriker, Stadtschreiber und Büchersammler
- Gerwin, Franz (1891–1960), deutscher Maler
- Gerwin, Hanno (* 1953), deutscher Journalist und Theologe
- Gerwin, Kevin (* 1987), deutscher Moderator, Stadionsprecher, Sportjournalist und Komiker
- Gerwin, Robert (1922–2004), deutscher Wissenschafts- und Technikjournalist
- Gerwin, Thomas (* 1955), deutscher Musiker und Komponist
- Gerwing, Hans (1893–1974), deutscher Bildhauer
- Gerwing, Josephine (1882–1930), deutsche Geigerin
- Gerwing, Manfred (* 1954), deutscher katholischer Theologe und Dogmatiker
- Gerwinn, Willi (1916–2005), deutscher Ministerialbeamter